# Grand Prix-wegrace van de DDR 1970
De Grand Prix-wegrace van de DDR 1970 was de zevende race van het wereldkampioenschap wegrace-seizoen 1970. De race werd verreden op 12 juli 1970 op de Sachsenring nabij Hohenstein-Ernstthal (Saksen).

## 500cc-klasse
Door de lage startgelden was de Grand Prix van de DDR niet bijzonder populair bij de rijders, vooral de privérijders die hun reis- en verblijfskosten uit die gelden moesten betalen. De gemoederen in het rennerskwartier waren al verhit geraakt door de onveilige situatie op de Nürburgring en de zes doden die tijdens de TT van Man waren gevallen. Eigenlijk verwaterde de woede van de coureurs gedurende 1970 weer een beetje, tot de GP van de DDR. Die trok 250.000 betalende bezoekers, zelfs de trainingsdagen waren drukker bezocht dan alle andere GP's tijdens wedstrijddagen. Desondanks kregen coureurs slechts omgerekend 160- tot 240 gulden voor een start in twee klassen. Ze kregen dit pas ter plaatse te horen, zodat ze wel moesten rijden.

### Uitslag 500cc-klasse
In de 500cc-race in de DDR kwam Renzo Pasolini weer aan de start na zijn val op de Nürburgring, maar nu met een vernieuwde 453cc-Benelli viercilinder. Daarmee kon hij Giacomo Agostini vijf ronden lang op de hielen zitten. Daarna begon Ago toch langzaam weg te lopen. Toen de achtste ronde begon liep de Benelli van Pasolini vast. De Australiër John Dodds had zijn König aan de kant laten staan en volgde op gepaste afstand met een Linto. Hij werd tweede en Martin Carney werd met een Kawasaki derde, mede doordat Alberto Pagani was uitgevallen en Christian Ravel een tankstop moest maken.
| Pos | Coureur              | Merk          | Tijd         | Punten    |
| --- | -------------------- | ------------- | ------------ | --------- |
| 1   | Giacomo Agostini     | MV Agusta     | 1h 03' 45" 1 | 15        |
| 2   | John Dodds           | Linto         | +3' 10" 4    | 12        |
| 3   | Martin Carney        | Kawasaki      | +1 ronde     | 10        |
| 4   | Alan Barnett         | Seeley        |              | 8         |
| 5   | Christian Ravel      | Kawasaki      |              | 6         |
| 6   | Billie Nelson        | Paton         |              | 5         |
| 7   | Eric Offenstadt      | Kawasaki      |              | 4         |
| 8   | Dave Simmonds        | Kawasaki      |              | 3         |
| 9   | Godfrey Nash         | Tickle-Norton |              | 2         |
| 10  | Tommy Robb           | Seeley        |              | 1         |
| 11  | Werner Bergold       | Linto         |              |           |
| 12  | Jack Findlay         | Seeley-Suzuki |              |           |
| 13  | Sven-Olov Gunnarsson | Kawasaki      |              |           |
| 14  | Jean Campiche        | Honda         |              |           |
| 15  | Ginger Molloy        | Kawasaki      |              |           |
| 16  | Terry MacDonald      | Matchless     |              |           |
| 17  | Franco Trabalzini    | Paton         |              |           |
| 18  | Arpad Juhos          | Matchless     |              |           |
| DNF | Renzo Pasolini       | Benelli       | vastloper    | vastloper |
| DNF | Alberto Pagani       | Linto         |              |           |

### Top tien tussenstand 500cc-klasse
(Punten (tussen haakjes) zijn inclusief streepresultaten)
| Pos | Coureur           | Merk            | Ptn      |                  |
| --- | ----------------- | --------------- | -------- | ---------------- |
| 1   | Giacomo Agostini  | MV Agusta       | 90 (105) | (Wereldkampioen) |
| 2   | Angelo Bergamonti | Aermacchi       | 32       |                  |
| 3   | Ginger Molloy     | Kawasaki        | 30       |                  |
| 4   | Alan Barnett      | Seeley          | 24       |                  |
| 5   | Tommy Robb        | Seeley          | 22       |                  |
| 6   | Christian Ravel   | Kawasaki        | 21       |                  |
| 7   | Alberto Pagani    | LinTo           | 20       |                  |
| 8   | Peter Williams    | Matchless       | 16       |                  |
| 8   | Jack Findlay      | McIntyre-Seeley | 16       |                  |
| 10  | Martti Pesonen    | Yamaha          | 13       |                  |

## 350cc-klasse
In de 350cc-race startten Rodney Gould en Kent Andersson als snelsten, maar na drie kilometer werden ze al bijgehaald door Giacomo Agostini en Renzo Pasolini. Kel Carruthers verloor wat tijd door het ontwijken van de vallende Theo Bult. Agostini begon al snel een flinke voorsprong op te bouwen terwijl Gould uitviel met een klemmende gasschuif. Pasolini lag op de tweede plaats en Andersson kon met zijn snellere Yamaha Carruthers inhalen. Carruthers wist zijn derde plaats echter te heroveren omdat Andersson problemen kreeg met zijn versnellingsbak. Misschien was de echte winnaar toch Billie Nelson, die na de finish een telegram kreeg omdat hij vader van een dochter (Sarah) was geworden.

### Uitslag 350cc-klasse
| Pos | Coureur          | Merk      | Tijd                | Punten              |
| --- | ---------------- | --------- | ------------------- | ------------------- |
| 1   | Giacomo Agostini | MV Agusta | 54' 39" 6           | 15                  |
| 2   | Renzo Pasolini   | Benelli   | +22" 5              | 12                  |
| 3   | Kel Carruthers   | Yamaha    | +3' 00"             | 10                  |
| 4   | Billie Nelson    | Yamaha    | +1 ronde            | 8                   |
| 5   | Kent Andersson   | Yamaha    | +1 ronde            | 6                   |
| 6   | Jack Findlay     | Yamaha    | +1 ronde            | 5                   |
| 7   | Karl Hoppe       | Yamaha    | +1 ronde            | 4                   |
| 8   | Alan Barnett     | Aermacchi | +1 ronde            | 3                   |
| 9   | Franz Kroon      | Yamaha    | +1 ronde            | 2                   |
| 10  | Pentti Lehtelä   | Yamaha    | +2 ronden           | 1                   |
| DNF | Theo Bult        | Yamaha    | val                 |                     |
| DNF | Rodney Gould     | Yamaha    | klemmende gasschuif | klemmende gasschuif |

### Top twaalf tussenstand 350cc-klasse
| Pos | Coureur          | Merk      | Ptn |
| --- | ---------------- | --------- | --- |
| 1   | Giacomo Agostini | MV Agusta | 75  |
| 2   | Kel Carruthers   | Benelli   | 42  |
| 3   | Renzo Pasolini   | Benelli   | 24  |
| 4   | Karl Hoppe       | Yamaha    | 16  |
| 5   | Alan Barnett     | Aermacchi | 15  |
| 6   | Martti Pesonen   | Yamaha    | 13  |
| 6   | Chas Mortimer    | Yamaha    | 13  |
| 8   | Billie Nelson    | Yamaha    | 12  |
| 8   | Kent Andersson   | Yamaha    | 12  |
| 10  | Phil Read        | Yamaha    | 10  |
| 10  | Paul Smart       | Yamaha    | 10  |
| 10  | Silvio Grassetti | Jawa      | 10  |

## 250cc-klasse
Kel Carruthers had al het hele seizoen tegenslag en ook in de DDR bleef de pechduivel hem achtervolgen. Hij reed tot de twaalfde ronde aan de leiding, toen hij uitviel door een defecte onderbreker. Bij de start pakte Rodney Gould meteen de leiding, terwijl achter hem een flink gevecht om de tweede plaats ontstond. Carruthers wist zich hieruit al snel los te maken en ging Gould ook voorbij. Toen Carruthers uitgevallen was kon Gould naar de overwinning rijden. Het gevecht om de tweede plaats werd beslist toen Silvio Grassetti alleen achterbleef nadat Dieter Braun gevallen was. Grassetti wist Kent Andersson met 0,9 seconden te verslaan.

### Uitslag 250cc-klasse
| Pos | Coureur             | Merk   | Tijd        | Punten |
| --- | ------------------- | ------ | ----------- | ------ |
| 1   | Rodney Gould        | Yamaha | 48' 00"     | 15     |
| 2   | Silvio Grassetti    | MZ     | +16"        | 12     |
| 3   | Kent Andersson      | Yamaha | +16" 9      | 10     |
| 4   | Jarno Saarinen      | Yamaha | +21" 6      | 8      |
| 5   | Günter Bartusch     | MZ     | +1' 00" 9   | 6      |
| 6   | Gyula Marsovszky    | Yamaha | +1' 08" 6   | 5      |
| 7   | Theo Bult           | Yamaha | +1' 09" 7   | 4      |
| 8   | László Szabó        | MZ     | +1' 13" 5   | 3      |
| 9   | Börje Jansson       | Yamaha | +1' 55" 1   | 2      |
| 10  | Heinrich Rosenbusch | Yamaha | +1' 56" 1   | 1      |
| DNF | Kel Carruthers      | Yamaha | onderbreker |        |
| DNF | Dieter Braun        | MZ     | val         |        |

### Top elf tussenstand 250cc-klasse
| Pos | Coureur              | Merk        | Ptn |
| --- | -------------------- | ----------- | --- |
| 1   | Rodney Gould         | Yamaha      | 82  |
| 2   | Jarno Saarinen       | Yamaha      | 47  |
| 3   | Kel Carruthers       | Yamaha      | 42  |
| 4   | Kent Andersson       | Yamaha      | 28  |
| 5   | Santiago Herrero (†) | Ossa        | 27  |
| 6   | Chas Mortimer        | Yamaha      | 25  |
| 6   | Börje Jansson        | Yamaha      | 25  |
| 8   | László Szabó         | MZ          | 20  |
| 9   | Günter Bartusch      | MZ          | 16  |
| 10  | Silvio Grassetti     | Yamaha / MZ | 14  |
| 10  | Gyula Marsovszky     | Yamaha      | 14  |

## 125cc-klasse
In de 125cc-race kon Dieter Braun door te winnen wereldkampioen worden. Hij werd echter de hele race op de hielen gezeten door Ángel Nieto. Nieto passeerde Braun af en toe, maar kon niet weglopen en koos ervoor achter Braun te blijven. In de Queckenberg-bocht voor de finish lag Braun nog aan kop, en het Oost-Duitse publiek juichte al om de overwinning, want de West-Duitser Braun was populair in de DDR. Nieto remde Braun echter uit en finisthe met een halve seconde voorsprong. Hij werd daarvoor uitgefloten, terwijl Braun werd toegejuicht alsof hij gewonnen had. Börje Jansson werd derde.

### Uitslag 125cc-klasse
| Pos | Coureur          | Merk     | Tijd      | Punten |
| --- | ---------------- | -------- | --------- | ------ |
| 1   | Ángel Nieto      | Derbi    | 50' 34" 1 | 15     |
| 2   | Dieter Braun     | Suzuki   | +00" 5    | 12     |
| 3   | Börje Jansson    | Maico    | +1' 15"   | 10     |
| 4   | Dave Simmonds    | Kawasaki | +1' 20" 7 | 8      |
| 5   | Aalt Toersen     | Suzuki   | +1' 27"   | 6      |
| 6   | Hartmut Bischoff | MZ       | +3' 08" 6 | 5      |
| 7   | José Peón        | MZ       | +3' 09" 3 | 4      |
| 8   | Roland Rentzsch  | MZ       | +3' 10" 5 | 3      |
| 9   | Ingo Köppe       | MZ       | +3' 24" 1 | 2      |
| 10  | Wolfgang Rösch   | MZ       | +3' 29" 3 | 1      |

### Top tien tussenstand 125cc-klasse
| Pos | Coureur         | Merk      | Ptn |
| --- | --------------- | --------- | --- |
| 1   | Dieter Braun    | Suzuki    | 72  |
| 2   | Börje Jansson   | Maico     | 57  |
| 3   | Ángel Nieto     | Derbi     | 42  |
| 4   | Dave Simmonds   | Kawasaki  | 32  |
| 5   | Toni Gruber     | Maico     | 31  |
| 6   | Günter Bartusch | MZ        | 22  |
| 7   | Aalt Toersen    | Suzuki    | 20  |
| 7   | Heinz Kriwanek  | Rotax     | 20  |
| 9   | John Dodds      | Aermacchi | 19  |
| 9   | László Szabó    | MZ        | 19  |

## 50cc-klasse
De verbeteringen aan de Jamathi van Aalt Toersen waarmee hij in België succesvol was geweest wierpen ook in de DDR hun vruchten af. Na vier ronden had hij op de natte baan al een voorsprong van 12 seconden. Hij verbeterde zelfs het ronderecord. Ángel Nieto's carburateur was verkeerd afgesteld en hij moest moeite doen om in het spoor van Jos Schurgers en Martin Mijwaart te blijven. In de laatste ronde reed Schurgers zich 1 seconde los. Nieto wist Mijwaart op de streep te kloppen en werd derde, maar hij verloor kostbare WK-punten.

### Uitslag 50cc-klasse
| Pos | Coureur            | Merk              | Tijd      | Punten |
| --- | ------------------ | ----------------- | --------- | ------ |
| 1   | Aalt Toersen       | Jamathi           | 27' 18" 7 | 15     |
| 2   | Jos Schurgers      | Van Veen-Kreidler | +13" 2    | 12     |
| 3   | Ángel Nieto        | Derbi             | +14" 2    | 10     |
| 4   | Martin Mijwaart    | Jamathi           | +16" 6    | 8      |
| 5   | Jan de Vries       | Van Veen-Kreidler | +18" 9    | 6      |
| 6   | Rudolf Kunz        | Kreidler          | +18" 9    | 5      |
| 7   | Luigi Rinaudo      | Tomos             | +2' 31" 5 | 4      |
| 8   | Harald Bartol      | Kreidler          | +2' 53" 1 | 3      |
| 9   | Ryszard Mankiewicz | Kreidler          | +2' 53" 5 | 2      |
| 10  | Gernot Weser       | Kreidler          | +4' 04" 4 | 1      |

### Top elf tussenstand 50cc-klasse
| Pos | Coureur           | Merk              | Ptn |
| --- | ----------------- | ----------------- | --- |
| 1   | Ángel Nieto       | Derbi             | 82  |
| 2   | Aalt Toersen      | Jamathi           | 59  |
| 3   | Rudolf Kunz       | Kreidler          | 44  |
| 4   | Jos Schurgers     | Van Veen-Kreidler | 41  |
| 5   | Jan de Vries      | Van Veen-Kreidler | 35  |
| 6   | Salvador Cañellas | Derbi             | 34  |
| 7   | Martin Mijwaart   | Jamathi           | 26  |
| 8   | Gilberto Parlotti | Tomos             | 15  |
| 9   | Eugenio Lazzarini | Morbidelli        | 9   |
| 10  | Cees van Dongen   | Kreidler          | 7   |
| 10  | Harald Bartol     | Kreidler          | 7   |

1958 · 1959 · 1960 · 1961 · 1962 · 1963 · 1964 · 1965 · 1966 · 1967 · 1968 · 1969 · 1970 · 1971 · 1972 · 1973 · 1974 · 1975 · 1976 · 1977 · 1978 · 1979 · 1980 · 1981 · 1982 · 1983 · 1984 · 1985 · 1986 · 1987 · 1988 · 1989